# حقوق التأليف والنشر
حقوق التأليف والنشر هي نوع من الملكية الفكرية يمنح مالكها الحق الحصري في نسخ العمل الإبداعي وتوزيعه وتكييفه وعرضه وتنفيذه، وعادةً ما يكون ذلك لفترة محدودة. وقد يكون العمل الإبداعي في شكل أدبي، أو فني، أو تعليمي، أو موسيقي. تهدف حقوق التأليف والنشر إلى حماية التعبير الأصلي عن فكرة ما في شكل عمل إبداعي، وليس الفكرة نفسها.

وهو بموجب قانون حق المؤلف في الولايات المتحدة، الذي يتولى الحماية القانونية فقط إلى التمثيل الثابت لوسيط ملموس. وغالبا ما تقاسمها بين العديد من المؤلفين، كل منهم يحمل مجموعة من حقوق استخدام أو ترخيص العمل، والذين يشار إلى أصحاب الحقوق. وتشمل هذه الحقوق في كثير من الأحيان حق نسب التأليف والنسخ، والسيطرة على عمل مشتق، التوزيع، الأداء العام، والحقوق المعنوية" مثل الإسناد والمشاركة.

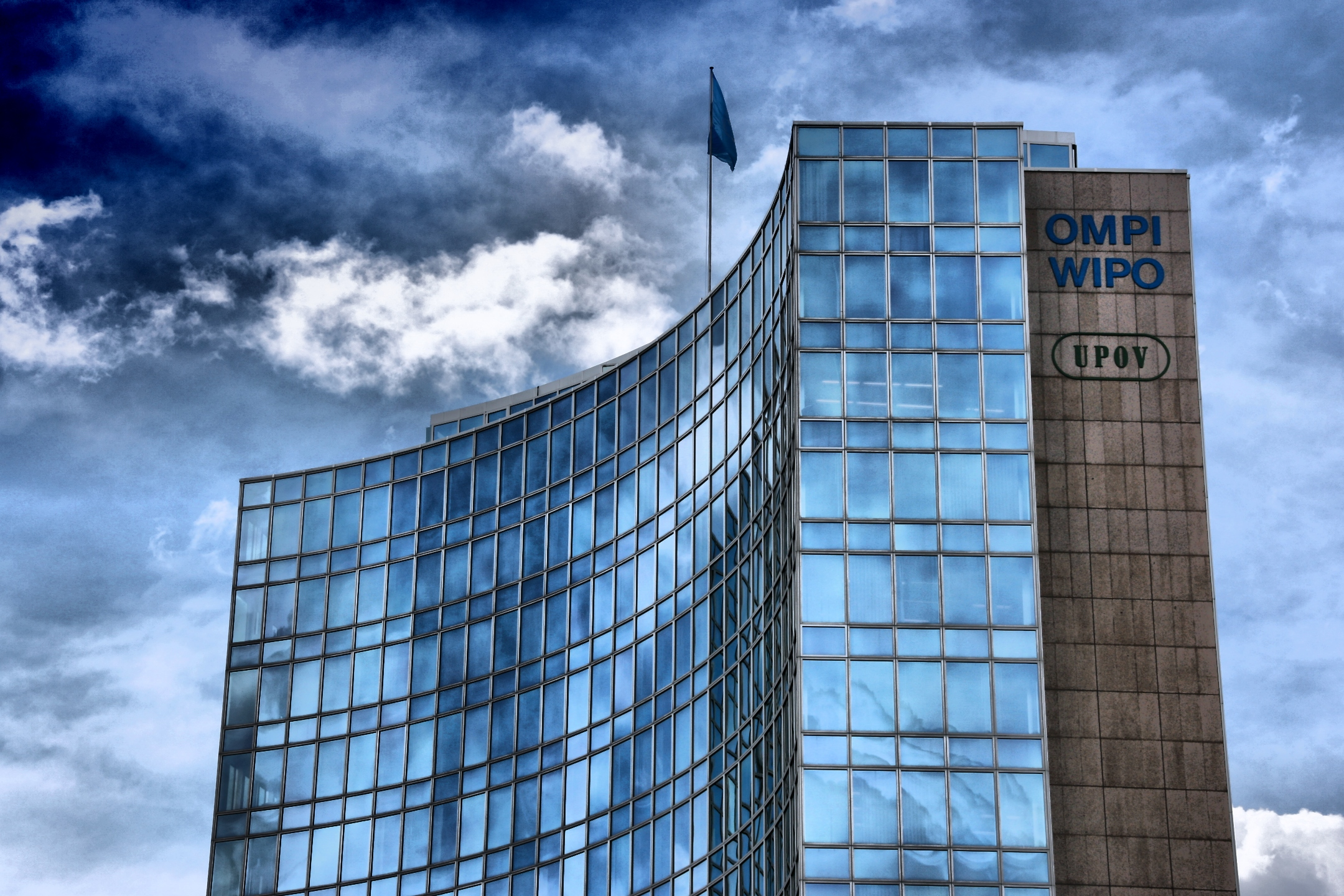
المنظمة العالمية للملكية الفكرية

حقوق التأليف والنشر تعدّ حقوقا إقليمية، الأمر الذي يعني أنها لا تتجاوز أراضي ولاية قضائية محددة. في حين أن العديد من جوانب قوانين حقوق النشر الوطنية تكون موحدة من خلال الاتفاقات الدولية لحقوق النشر، وقوانين حقوق التأليف والنشر تختلف حسب البلد. عُدل قانون حق المؤلف في الهند لعام 1957 بشكل ملحوظ. في مايو 2012 وضع مجلسي البرلمان الهندي ختم بالإجماع على مشروع قانون التعديل على حقوق التأليف والنشر وبذلك أصبح قانون حق المؤلف الهندي مطابقا للمنظمة العالمية للملكية الفكرية "معاهدتي الإنترنت”.
عادة فإن مدة حق المؤلف تمتد طوال حياة المؤلف بالإضافة إلى 50 إلى 100 سنة (ومن المعلوم أن حقوق الطبع والنشر عادة ما تنتهي خلال 50-100 عاما بعد وفاة المؤلف، اعتمادا على جهة الاختصاص القضائى). بعض البلدان تتطلب تعيين حقوق الطبع والنشر الشكليات لإنشاء حقوق التأليف والنشر، ولكن معظم بنود الاعتراف بالمؤلف في أي عمل منجز، دون تسجيل رسمي يكون محل تقدير كونة اول طرف منح التأليف حسب بنود اتفاقية برن المعقودة عام 1886م حيث نصت الفقرة الثالثة من المادة 15 ( انة بالنسبة للمصنفات التي لاتحمل اسم المؤلف أو التي تحمل اسماً مستعاراً ، يفترض أن الناشر الذي يظهر أسمة على المصنف مالم يثبت عكس ذلك ،بمثابة ممثل المؤلف وبهذة الصفة فإن له حق المحافظة على حقوق المؤلف والدفاع عنها، ويبدأ بطلان حكم هذه الفقرة عندما يكشف المؤلف عن شخصيتة ويثبت صفتة) عموما، يتم فرض حقوق الطبع والنشر باعتبارها مسألة مدنية ،على الرغم من أن بعض السلطات القضائية لا تطبق قانون العقوبات الجنائية.
معظم الولايات القضائية تعترف بقيود حقوق التأليف والنشر، وتسمح باستثناءات «عادلة» تعطي المبدع أو المؤلف تفرداً مع إعطاء المستخدمين حقوقاً معينة . وقد دفع تطور وسائل الإعلام الرقمية وتقنيات شبكة الكمبيوتر  تفسير هذه الاستثناءات، وبرزت صعوبات جديدة في إنفاذ حقوق التأليف والنشر، وألهمت تحديات إضافية قانون حقوق الطبع والنشر على أساس فلسفي. في وقت واحد، مع الأعمال التجارية مع الاعتماد اقتصاديا بصفة شاملة على حقوق التأليف والنشر، مثل تلك الموجودة في عالم الموسيقى، وتم الإعراب عن التأييد لتمديد وتوسيع حقوق الطبع والنشر وتم السعى للإنفاذ القانوني والتكنولوجي لتلك البنود.

## التاريخ
طُوّر مفهوم حقوق التأليف والنشر بدايةً في إنجلترا، إذ مثّل رد فعل على طباعة «الكتب والمنشورات الفاضحة»، أقرّ البرلمان الإنجليزي قانون ترخيص الصحافة لعام 1662، الذي اشترط أن تكون جميع المنشورات المعتزم نشرها مسجَّلة في شركة ستايشنرز المعتمدة من قبل الحكومة، ما يمنح الشركة الحق في تنظيم المواد التي يمكن طباعتها.
مثّل قانون آن، الذي سُنّ في عام 1710 في إنجلترا واسكتلندا، أول تشريع لحماية حقوق التأليف والنشر (دون حماية حقوق المؤلفين). قدّم قانون حقوق التأليف والنشر لعام 1814 المزيد من الحقوق للمؤلفين لكنه لم يحمِ المؤلفين الإنجليز من عملية إعادة الطباعة في الولايات المتحدة. ضمنت اتفاقية بيرن الدولية لحقوق النشر لعام 1886 أخيرًا حماية المؤلفين ضمن الدول التي وقّعت الاتفاقية، مع العلم أن الولايات المتحدة لم تنضم إلى اتفاقية بيرن حتى عام 1989.
مثّل قانون آن، الذي سُنّ في عام 1710 في إنجلترا واسكتلندا، أول تشريع لحماية حقوق التأليف والنشر (دون حماية حقوق المؤلفين). قدّم قانون حقوق التأليف والنشر لعام 1814 المزيد من الحقوق للمؤلفين لكنه لم يحمي المؤلفين الإنجليز من عملية إعادة الطباعة في الولايات المتحدة. ضمنت اتفاقية بيرن الدولية لحقوق النشر لعام 1886 أخيرًا حماية المؤلفين ضمن الدول التي وقّعت الاتفاقية، مع العلم أن الولايات المتحدة لم تنضم إلى اتفاقية بيرن حتى عام 1989.
في الولايات المتحدة، صان الدستور حقوق المؤلفين، وتمكن الكونغرس الذي مثل الهيئة التشريعية من إنشاء قوانين لحقوق التأليف والنشر على المستوى الوطني ولكن بشرط ممارسة سلطته هذه ضمن نطاق الدستور. سنّ الكونغرس قانون حقوق التأليف والنشر لعام 1790 بشكل مستوحى من النظام الأساسي لقانون آن. وفّر القانون الوطني الحماية للأعمال المنشورة للمؤلفين، ومُنحت الولايات صلاحيةً لحماية أعمال المؤلفين غير المنشورة. يوجد هذان الشكلان من الحماية اليوم: حماية الولاية للعمل غير المنشور، والحماية اللاحقة بموجب القانون الفيدرالي للأعمال المنشورة.
سنّ الكونغرس قانونًا محدّثًا في عام 1909، والذي تقرر في ما بعد أنه معيب، واستعيض عنه لاحقًا بقانون حقوق التأليف والنشر لعام 1976. وسّع هذا القانون دائرة العناصر المؤهلة للحصول على الحماية لتضم الأعمال الأدبية، والموسيقية، والدرامية، والتصويرية/النحتية، والأفلام، والتسجيلات الصوتية، والأعمال الراقصة. مدّد هذا القانون أيضًا فترة حماية حقوق التأليف والنشر إلى 50 عامًا بعد الموت. أُجري تعديل أخير على القانون، إذ «دُوّن استثناء للاستخدام العادل لحقوق التأليف والنشر». باتت الولايات المتحدة مع تطبيق هذه التغييرات في وضع أفضل للانضمام إلى اتفاقية بيرن، وتوسيع الرقعة الدولية لحماية حقوق النشر والتأليف.
تسمح قوانين حقوق التأليف والنشر للمساهمات التي تقدمها الأنشطة البشرية الإبداعية، مثل الإنتاج الأدبي والفني، بالحصول على أفضلية استثمارية، وبالتالي تحفيز المزيد من هذه المساهمات. تقدّم التوجهات الثقافية المختلفة، والمنظمات الاجتماعية، والنماذج الاقتصادية، والأطر القانونية، سببًا لظهور حقوق التأليف والنشر في أوروبا لا في آسيا على سبيل المثال. افتقرت أوروبا في العصور الوسطى عمومًا إلى أي مفهوم للملكية الأدبية بسبب علاقات الإنتاج العامة، والتنظيم المحدد للإنتاج الأدبي، ودور الثقافة في المجتمع. تشير الأخيرة إلى ميل المجتمعات المعتمدة على المشافهة، مثل تلك التي وُجدت في أوروبا في فترة العصور الوسطى، إلى النظر إلى المعرفة على أنها نتاج جماعي وتعبير عن الجماعة،عوضًا عن اعتبارها ملكيةً فردية.على أي حال، تمنح قوانين حقوق التأليف والنشر الإنتاج الفكري القدرة ليصبح منتجًا فرديًا ذا حقوق مصاحبة. تكمن أهمية قوانين براءات الاختراع وحقوق التأليف والنشر في توسيع نطاق الأنشطة البشرية الإبداعية التي يمكن سلعنتها، وهذا يشابه الطرق التي استخدمتها الرأسمالية بهدف سلعنة العديد من جوانب الحياة الاجتماعية والتي لم تمتلك في السابق أي قيمة نقدية أو اقتصادية بحد ذاتها.
تطورت حقوق التأليف والنشر إلى مفهوم ذي تأثير كبير على كل الصناعات الحديثة تقريبًا، إذ تجاوزت نطاق العمل الأدبي لتشمل أشكال العمل الإبداعي الأخرى مثل التسجيلات الصوتية، والأفلام، والصور الفوتوغرافية، والبرمجيات، والهندسة المعمارية.

## مجال الحماية
كان مفهوم حقوق النسخ أو التأليف في بداياته معنياً بحماية حقوق مؤلفي الأعمال الأدبية والفكرية (أي حقوق الكتّأب)،لكنه الآن يستوعب مجالات أخرى متعددة .فغالبية الدول تعطي حقوق النسخ في الأعمال الموسيقية والدرامية والسينمائية والفوتوغرافية، وكذلك الفنون الجميلة. من رسوم ونحوت، والأعمال المعمارية (من الجانب الفني أو الجمالي فقط)، وبرامج الكمبيوتر وتصاميم الأزياء.
من أهم مبادئ حقوق النسخ أنها لا تحمي الأفكار وإنما تحمي تعبير المؤلف عن الأفكار. فمثلاً لو اكتشف أحدهم نظرية فيزيائية، فإنه لا يستطيع أن يخضع النظرية لحقوق النسخ، لكن لو ألف مقالاً أو كتاباً يشرح فيه النظرية، فإن نص المقال أو الكتاب يصبح خاضعاً لحقوق النسخ.
ويزداد الأمر تعقيداً في مسألة الصور والرسوم. فمثلاً خلق نسخة طبق الأصل من صورة فوتوغرافية لمنظر معين (عن طريق ماسح ضوئي مثلاً أو من خلال إعادة التحميض) هو خرق لحقوق النسخ، لكن محاولة تصوير نفس المشهد من قبل شخص آخر ليس خرقاً لحقوق النسخ. لكن عندما يبذل المصور جهداً لتصميم المشهد بنفسه (كاختيار كمية الضوء ولون الخلفية وترتيب أجزاء المشهد)، فإن محاولة مصور آخر أن يصنع مشهداً مشابهاً ويصوره بنفسه قد يصبح خرقاً لحقوق النسخ.
وكذلك لا تحمي حقوق النسخ الجوانب العملية أو العلمية وإنما تحمي الجانب الفني أو الجمالي، أو طريقة التعبير. وتأتي أهمية ذلك في مجال برامج الكمبيوتر والهندسة المعمارية والتصنيع. لو اخترع مهندس جهازاً ما فلا يمكنه يحمي اختراعه بحقوق النسخ (وإنما عليه أن يلجأ إلى براءة الاختراع)، ولكن لو قام بتصنيع اختراعه بشكل ما، فإن الجوانب الجمالية التي لا علاقة لها بعمل الجهاز قد تخضع لحقوق النسخ. أيضاً لو كتب أحدهم برنامج معالج نصوص، فإن الخوارزمية لا تخضع لحقوق النسخ ولا يمكنه الحصول على حقوق النسخ في برامج معالجات النصوص عموماً، لكن التصميم العام واختيار الألوان وغيرها من الأمور التي تخضع للذوق الشخصي وما شابه قد تصبح محمية بحقوق النسخ.

## الحقوق الحصرية
من عام حزمة من الحقوق الحصرية هي:
1. حق النسخ (أو حق إعادة الإنتاج): وهو لا يقتصر على إعادة نسخ أو إنتاج كامل العمل، وإنما يكفي لخرق هذا الحق نسخ أو اقتباس جزء صغير جداً من العمل في بعض الأحيان (مثل صفحة من كتاب أو مشهد من فيلم). في القانون الأمريكي يسمح بنسخ جزء من العمل تحت ضوابط معينة ضمن مفهوم الاستخدام العادل.
2. حق الاشتقاق (أو حق التكييف): ويعني ذلك إنتاج عمل جديد مبني على العمل، مثل تحويل رواية إلى فيلم، أو ترجمة كتاب، أو تحويل كتاب مقرووء إلى كتاب مسموع، أو تجميع اقتباسات من أعمال مختلفة ووضعها في عمل واحد، أو استخدام شخصيات من رواية في تأليف رواية جديدة.
3. حق التمثيل (performance right): مثل عزف عمل موسيقي أمام الجمهور، أو عرض مسرحية، وتدخل ضمنه حقوق البث.
4. حق العرض: مثل عرض فيلم أمام الجمهور.
5. حق النشر أو التوزيع: أي بيع نسخ من العمل بشكل تجاري أو توزيعها على العامة بشكل غير تجاري.
6. الحقوق الأخلاقية (أو حقوق التأليف): وتعني حق المؤلف في أن يوضع اسمه على العمل، وأن لا ينسب العمل إلى مؤلف آخر، وأن لا يتعرض العمل للتشويه أو التغيير. وهو من العلامات الفارقة بين قوانين الملكية الفكرية الأوروبية ونظيرتها الأمريكية، إذ لا تعترف الحكومة الأمريكية بمثل هذه الحقوق ضمن قانون حقوق النسخ إلا في مجال الصور والرسوم، ولكن القانون الأمريكي يحمي هذه الحقوق من خلال قوانين أخرى كقوانين المنافسة التجارية.

يستطيع مالك حقوق النسخ أن يجمع الرسوم (royalties) من مستخدمي العمل، كأن يحصل مؤلف أغنية على رسوم من محطات الإذاعة مقابل بثها لأغنيته. ويمكن لمالك حقوق النسخ أن يبيع الحقوق كاملةً لشخص آخر(قد يكون الشخص الآخر شركة)، أو أن يهدي أو يبيع الرسوم التي يحصل عليها من هذه الحقوق إلى شخص آخر. لكن يمكنه أيضاً أن يبيع الحقوق أو يعطيها للآخرين بشكل مجزء، وتسمى في هذه الحالة رخصة أو ترخيص. وتكون الرخصة إما حصرية أو غير حصرية. فيعطي مثلاً لشخص ما رخصة اشتقاق، ولشخص آخر رخصة عرض، ولشخص ثالث رخصة توزيع. في كثيرٍ من الأحيان لا يمكن سحب الرخصة الحصرية إلا تحت شروط معينة.

## الانتهاك أو التعدي على حقوق النسخ

رمز حقوق النسخ المستخدم في إخطارات حقوق النشر

علامة حقوق الطبع باللغة العربية.

وفي العادة ما يسمى التعدي على حقوق النسخ بالانتهاك، ويسمى أيضاً التعدي أو التجاوز (infringement). وتتم معالجة الانتهاك باللجوء إلى القضاء المدني في الأغلب، فإما أن يمنع القضاء الشخص المتعدي من مواصلة المخالفة، أو أن يفرض عليه تعويضات مالية يؤديها إلى صاحب الحقوق، أو الاثنين معاً. في السنين الأخيرة تمت إضافة العقوبات الجنائية إلى قانون حقوق النسخ بضغط أساسي من شركات تسجيل الموسيقى نظراً لانتشار ظاهرة تبادل الملفات عبر الإنترنت.ولكن العقوبات الجنائية لا تفرض في العادة إلا في حالات النسخ التي تتم على نطاق واسع بهدف التوزيع على عدد كبير من الناس.
ويشترط في الانتهاك أو التعدي حصول نوع من النسخ الفعلي، بمعنى لو وصل شخصان إلى نفس التعبير الفكري بشكل مستقل لظهور المنتج، فلن يوجد انتهاك الى أن يثبت أحدهما الصفة القانونية الى الشخص الآخر. ولكن هذا لا يعني اشتراط النية أو العلم لحدوث التجاوز، فاستعمال نسخة غير مرخصة من برنامج كمبيوتر دون علم بمخالفتها لحقوق النسخ لا يعني بالضرورة حصانة المستخدم من التبعات القانونية. يوجد في القانون الأمريكي مفهوم «المتعدي البريء،» لكنه لاينطبق إلا في حال أهمل صاحب العمل وضع إخطار بحقوق النسخ على أعماله.
ولا يشترط نسخ العمل كاملاً لحدوث انتهاك، فطباعة فصل أو حتى صفحة من كتاب بدون إذن صاحب الحق يعدّ انتهاكاً في أغلب الأحيان، وكذلك عرض مقطع من فيلم. كما أن القيام بعمل ما بناءً على عمل آخر قد يكون انتهاكاً، ويسمى ذلك بالاشتقاق (derivation). من الأمثلة على الاشتقاق أخذ صور ثابتة من فيلم ونشرها، أو تحويل رواية إلى مسرحية، أو ترجمة كتاب من لغة إلى أخرى، أو استخدام شخصيات من رواية في كتابة رواية أخرى. أيضاً القيام بعمل مشابه للعمل الأصلي بشكل كبير قد يشكل تعدياً على حقوق النسخ.

## مدة حقوق النسخ
تتفاوت المدة حسب الدولة، ولكن الاتجاه العام هو إلى توحيد المدة من خلال اتفاقيات منظمة التجارة العالمية. حالياً تنص الاتفاقيات على أن لا تقل مدة الحماية في الدول الأعضاء عن حياة المؤلف وخمسين عاماً بعدها، والمدة الأكثر شيوعاً هي حياة المؤلف مع سبعين عاماً.
في القانون الأمريكي، تتفاوت مدة الحقوق حسب الفترة التي أنتج فيها العمل (أي قبل عام 1978 م أو بعده)، ولكن الأعمال الجديدة تخضع لحياة المؤلف وسبعين عاماً. إذا كانت حقوق النسخ مملوكة لشركة أو كان المؤلف مجهولاً تصبح المدة 95 عاماً بعد النشر أو 120 عاماً بعد الإنتاج، أيهما أقل.
نصت الاتفاقية العربية لحماية حقوق المؤلف الصادرة في بغداد سنة 1981 بسريان حقوق المؤلف المنصوص عليها في المادتين السادسة والسابعة مدى حياته ولمدة (25) سنة ميلادية بعد وفاته، ومدة سريان حق المؤلف على المصنفات الفوتوغرافية (10) سنوات ميلادية على الأقل من تاريخ النشر،و(25) سنة ميلادية من تاريخ النشر بالنسبة للمصنفات الآتية: أفلام السينما وأعمال الفنون التطبيقية. والمصنفات التي ينجزها الأشخاص الاعتباريون والمصنفات التي تنشر باسم مستعار أو دون ذكر اسم المؤلف حتى يكشف عن شخصيته والمصنفات التي تنشر لأول مرة بعد وفاة مؤلفها.
الأعمال التي تنتهي مدة حمايتها تدخل ضمن ما يسمى الملكية العامة فتصبح في متناول استخدام الجميع. وبعد دخول العمل في الملكية العامة، لا يشترط قانون حقوق النسخ الأمريكي العزو إلى صاحب العمل حين إعادة استخدام العمل، أما القوانين الأوروبية فتنصح بالاستمرار في العزو حتى بعد انتهاء مدة الحماية حفاظاً على «حقوق المؤلف.»

## التراخيص الحرة
نتيجة تزايد حقوق الطبع والأجور المتقاضاة عنها في الولايات المتحدة نشطت حركات تدعو لإتاحة المعرفة للجميع عن طريق وضع الأعمال الإبداعية تحت رخص تسمح بحرية الاستخدام غير التجاري أهم هذه المنظمات تدعى جنو صاحبة رخصة جنو للوثائق الحرة ومؤخرا ظهرت منظمة التشارك الإبداعي.

## أسباب ظهور قوانين حقوق التأليف والنشر
1. ضمان الأسبقية للمؤلف والناشر وحفظ الحقوق الأقليمية والحصرية والمعنوية والمكانة المجتمعية والاقتصادية.
2. معدل الأنتاج العادل للملكية الفكرية.
3. الانصاف في الثوثيق والاجراءات والأشتراطات.

## أهداف نظام حماية الحقوق الفكرية
الهدف من نظام حماية الحقوق الفكرية تهذيب مسار نهج الملكيات الفكرية للمجتمعات البشرية ودرء التبعيات السلبية و تنمية البحث والتطوير الإيجابي وتقديم المعلومات والخدمات لأجل زيادة المعرفة والحوافز الاستثمارية في تشجيع الابتكارات والتميز العلمي والتنافس الأقتصادي.

## حقوق الطبع والنشر الرقمية في الولايات المتحدة الأمريكية
في 12 تشرين الأول، 1998، أقر الكونغرس الأميركي على قانون حقوق الطبع والنشر الرقمية للألفية الجديدة DMCA Digital Millennium Copyright Act، والذي تم بعد إنهاء شهور طويلة من المفاوضات المضطربة فيما يتعلق بأحكامه. بعد ذلك بأسبوعين وفي أكتوبر، وقع الرئيس كلينتون القانون ليصبح قانونا يتم العمل به.

### حماية الملكية الفكرية التقنية
الملكية الفكرية التقنية لا تختلف كثيراً من ناحية المبدأ عن أي نوع آخر من حقوق العلمية الفكرية، فهي تعدّ من أحد فروع الفكر الإنساني.ولكن الاختلاف في ما يسمى القوانين الخاصة لتدرج المحتوى مع الحقوق الأقتصادية.
حسب المصادر العلمية المستند عليها فإن مفهوم الملكية الفكرية هي كل ما يخلقه عقل أو ذهن الإنسان وتحويله إلى نتائج ملموسة يمكننا من حمايتها وحفظها. فالهدف من نظام حماية الحقوق الفكرية تنمية البحث والتطوير
وتقديم المعلومات الاستثمارية في وتشجيع الابتكارات والتميز العلمي...الخ

## الهوامش
1. ↑  الحقوق الحصرية ليست مطلقة بل مقيدة التقييدات والاستثناءات على حق المؤلف القانون، بما في ذلك الاستخدام العادل.
2. 1 2  اتفاقية برن تسمح للدول الأعضاء أن تقرر ما إذا كانت الأعمال الإبداعية يجب أن تكون "ثابتة" للاستمتاع بحقوق الطبع والنشر. تنص المادة 2 من اتفاقية برن على ما يلي: «لا يجوز أن يكون من شأن التشريع في دول الاتحاد أن يصف الذي يعمل بصفة عامة أو لا يجب حماية أي فئات محددة من الأعمال ما لم يكن قد تم إصلاحها في بعض شكل مادي ". لا تتطلب بعض البلدان التي يتم إنتاجها عمل في شكل معين للحصول على حماية حق المؤلف. على سبيل المثال، اسبانيا، فرنسا، وأستراليا لا تتطلب التثبيت لحماية حق المؤلف. الولايات المتحدة وكندا، من ناحية أخرى، تتطلب أن يكون تعبير العمل "ثابتا في وسيط ملموس " للحصول على حماية حق المؤلف. يتطلب القانون الأمريكي أن يكون التثبيت مستقرا ودائما بما يكفي ليكون منظورا, مستنسخة أو متصلة لفترة تزيد عن المدة الانتقالية.» وبالمثل، تنظر المحاكم الكندية في التثبيت لإلزام «التعبير عن العمل إلى حد ما على الأقل في شكل مادي، وقادر على تحديد الهوية والتحمل الدائم إلى حد ما». Harvard Law School, The Scope of Copyright Law. نسخة محفوظة 03 فبراير 2016 على موقع واي باك مشين.